# Wapen van Boekel

Wapen van de gemeente Boekel

Het wapen van Boekel  werd op 14 oktober 1818 aan de Noord-Brabantse gemeente Boekel toegekend. De gemeente werd in 1810 afgesplitst van de heerlijkheid Uden, met daarin de plaatsen Uden, Zeeland en Boekel.

## Geschiedenis
Het wapen is nieuw ontworpen. Boekel had nooit een eigen schepenbank gehad en voorheen nooit een wapen gevoerd. Een argument voor keuze van een afbeelding van de kerk in het wapen is niet vastgelegd; waarschijnlijk is het de plaatselijke R-K kerk.

## Beschrijving
De beschrijving van het wapen van Boekel luidt:
Van lazuur beladen met een kerk.
N.B.:
- De heraldische kleuren zijn lazuur (blauw) en goud (geel). Dit zijn de rijkskleuren.
- Niet vermeld is dat de kerk op een ondergrond, eveneens van goud, is geplaatst.